# Bahnhof Lengenfeld unterm Stein
Der Bahnhof Lengenfeld unterm Stein, auch Lengenfeld (unt Stein), war eine Betriebsstelle der Bahnstrecke Leinefelde–Treysa in der heutigen Landgemeinde Südeichsfeld im thüringischen Unstrut-Hainich-Kreis.

## Lage
Der Bahnhof befand sich am südlichen Ortsrand des Dorfes Lengenfeld unterm Stein bei Streckenkilometer 31,4. Das Terrain des Bahnhofes befindet sich oberhalb des Friedatales auf einer Höhe von ungefähr 276 m ü. NN. Die nächsten Bahnhöfe waren Großbartloff im Norden und Geismar im Nordwesten. Der Weg zum Bahnhof führt über die Bahnhofstraße. Nur wenige hundert Meter östlich befindet sich das Lengenfelder Viadukt.

## Geschichte
Mit Eröffnung des zunächst eingleisigen Streckenabschnittes zwischen Eschwege und Silberhausen Trennung gab es keine Haltestelle in Lengenfeld. 1882 wurde ein provisorischer Haltepunkt Lengenfeld am südwestlichen Rand des Lengenfelder Viadukts bei Streckenkilometer 30,9 für die Verladung von Baumaterial für den Neubau der Kirche eingerichtet und im Jahr 1888 offiziell für den Personenverkehr übergeben. Für eine geplante Erweiterung der Haltestelle mit Güterabfertigung reichte der Platz am Haltepunkt so nah am Viadukt nicht aus. Deshalb wurde an einem anderen Standort der neue Bahnhof Lengenfeld unterm Stein (kurz Lengenfeld unt. Stein) errichtet und 1908 eröffnet, diesmal mit zwei Streckengleisen. Direkt gegenüber dem Bahnhof wurde 1910 ein Hotel mit Restaurant „Zum Bahnhof“ gebaut.
Mit dem Ende des Zweiten Weltkrieges und der Unterbrechung der Bahnstrecke zwischen Schwebda und Geismar nach der Sprengung des Friedaviaduktes begann der Bedeutungsverlust der Bahnverbindung. Der Bahnhof Geismar wurde zum Endbahnhof der Strecke auf östlicher Seite. Ab 1952 lag der Ort in der Sperrzone an der Innerdeutschen Grenze und der Bahnhof war nur noch von Reisenden der grenznahen Dörfer und mit Passierschein erreichbar. 1969 wurde der Güterverkehr in Lengenfeld eingestellt und die Gütergleise danach demontiert.
Im Jahr 1979 machten sich vier schwer beladene Bauwaggons am Bahnhof selbständig und rollten in Richtung Bahnhof Geismar, wo sie am Streckenende ohne Personenschaden verunglückten. Eine Brückenprüfung des Viadukts im Jahr 1984 zeigte bauliche Mängel an der Brückenkonstruktion, die Betriebserlaubnis für das Bauwerk wurde nur noch bis zum 31. Dezember 1992 erteilt. Danach wurde der Bahnverkehr zwischen Geismar und Küllstedt eingestellt und der Bahnhof in Lengenfeld geschlossen.

## Ausstattung

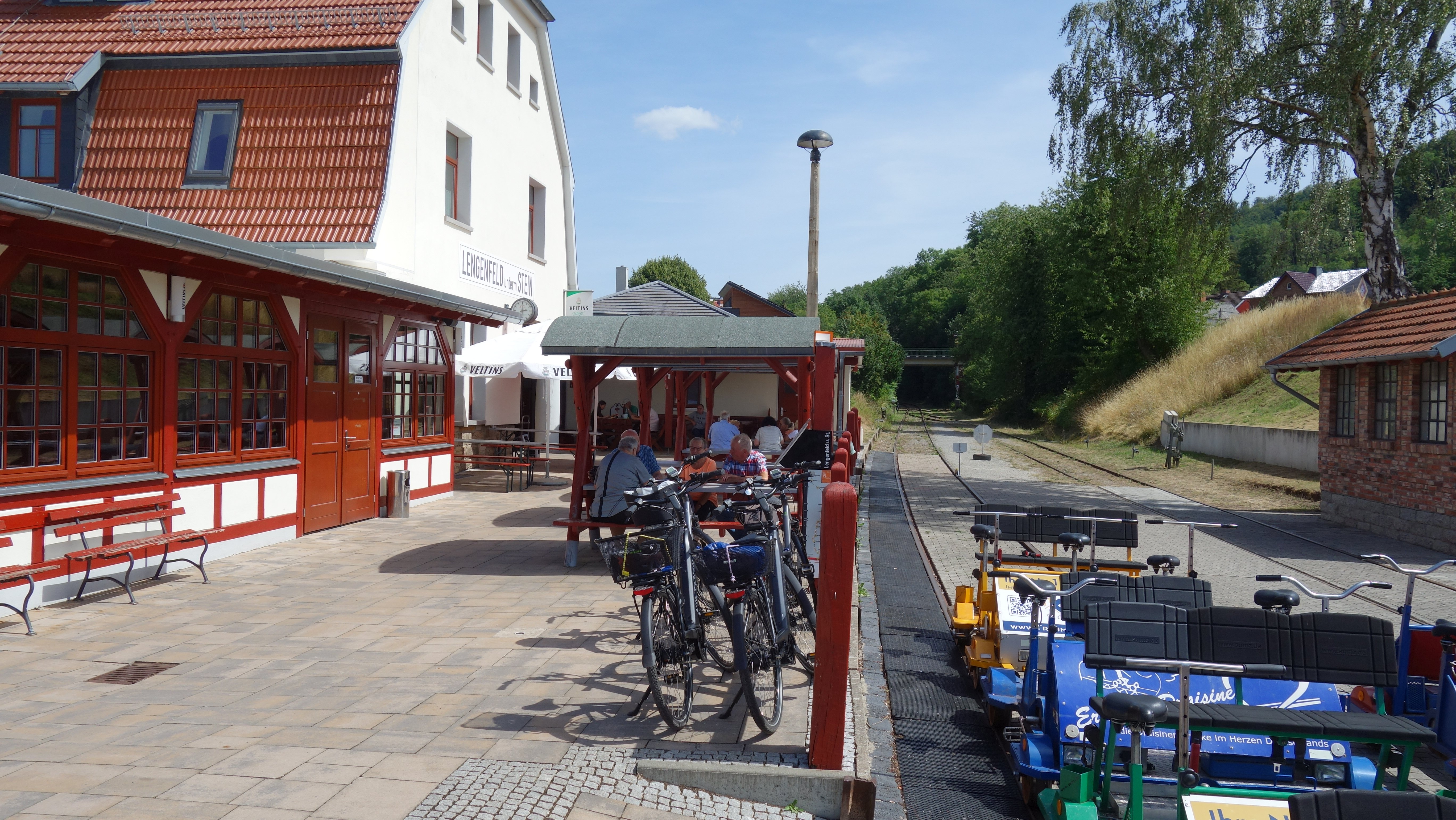
Heutiger Zustand am Draisenenbahnhof

Fahrkartenverkauf im ehemaligen Gepäckwagen

Zum Gebäudebestand gehörten das Empfangsgebäude, ein angrenzender Güterschuppen und ein Abort. Es gab zwei Durchgangsgleise mit einfachen Bahnsteigen, fünf Weichen und zwei Ladegleise, die am Güterschuppen endeten. Nach dem Ersten Weltkrieg wurde ein Streckengleis zurückgebaut, der Abschnitt innerhalb des Bahnhofs blieb aber als Güterzug- bzw. Kreuzungsgleis erhalten. Mit Einstellung des Güterverkehrs wurden noch die Ladegleise entfernt.

## Heutige Nutzung
In den Folgejahren gab es Bemühungen zum Erhalt der Bahnstrecke und des Lengenfelder Viadukts, unter anderem durch den Eichsfelder Kanonenbahnverein. Im Jahr 2006 wurde der Abschnitt von Geismar bis Küllstedt als Draisenenstrecke freigegeben, der ehemalige Bahnhof Lengenfeld wurde zum Draisinen-Bahnhof mit Fahrkartenverkauf in einem alten Bahnwagen. Später wurden noch Stellplätze für Camper eingerichtet. Das Empfangsgebäude ist erhalten, im Güterschuppen befindet sich eine Gaststätte. Für den Draisinenbetrieb in Lengenfeld wurde ein kleines mechanisches Stellwerk gebaut, das für die Bedienung der Einfahrweiche 1, des Hauptsignales und der Vollschranke am Bahnübergang bei km 30,85 vorgesehen ist.
Auf dem ehemals zurückgebauten zweiten Gleisbett wurde der Kanonenbahn-Radweg errichtet und 2019 für den Verkehr freigegeben. Da das Viadukt nur für den Draisinenbetrieb zugelassen ist, führt der Radweg durch das Dorf Lengenfeld und die Bahnhofstraße am Bahnhof entlang.

## Sonstiges
Beim Schloss Bischofstein auf der gegenüberliegenden nördlichen Talseite gab es von ca. 1960 bis ca. 1990 eine Bedarfshaltestelle für an- und abreisenden Urlauber, die im Schloss ihren FDGB-Urlaub verbrachten.
Der Bahnhof Lengenfeld und das Viadukt wurden durch den Eisenbahnclub Leinefelde originalgetreu als Modellbahnanlage nachgebaut und ausgestellt.